# Handschrift 685

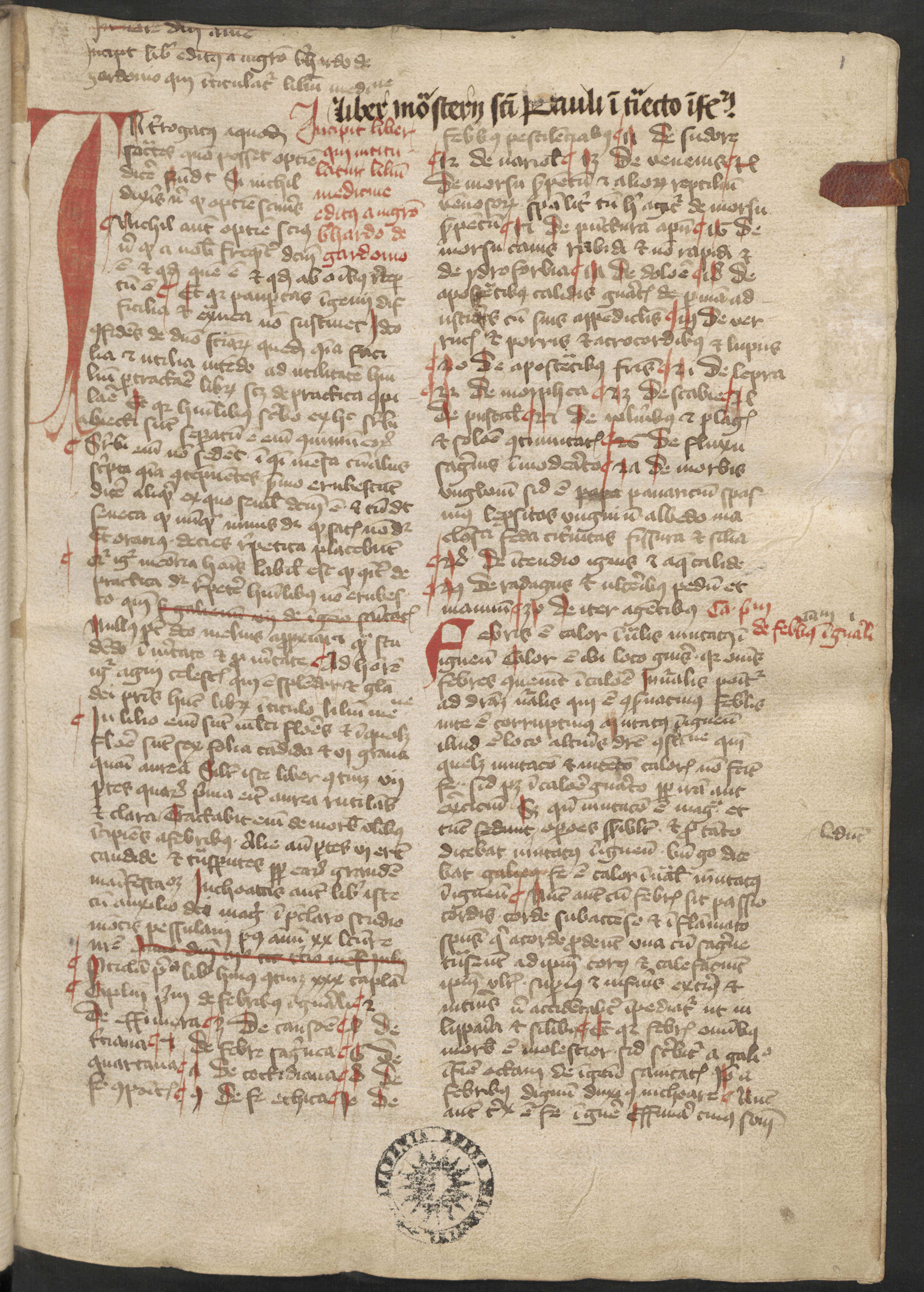
Op fol.1r staat bovenaan de pagina het eigendomskenmerk van de Paulusabdij in zwarte inkt.

Hs. 685 is een manuscript met een aantal medische teksten. Het is tussen circa 1375 en 1425 geschreven. Het handschrift is afkomstig uit de Paulusabdij in Utrecht. Tegenwoordig wordt Hs. 685 bewaard in de Universiteitsbibliotheek Utrecht. Het is te citeren als: Universiteitsbibliotheek Utrecht Hs. 685 (4 C 3).

## Omschrijving

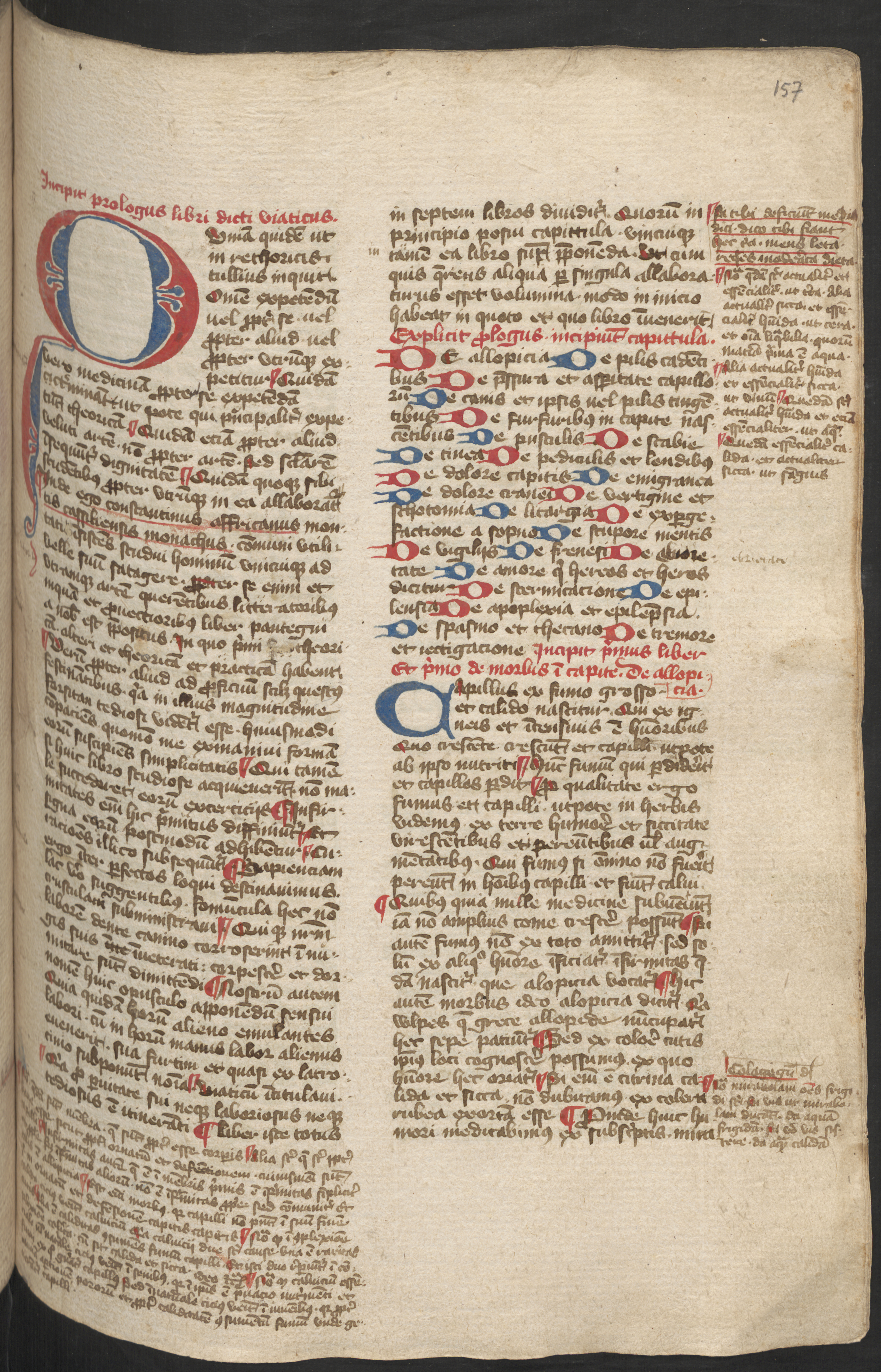
Fol.157r is de eerste pagina die door kopiist B is beschreven en met twee kleuren is gerubriceerd.

Het handschrift is gemaakt van papier beschreven met zwarte inkt en is met rood en blauw gerubriceerd. Op sommige pagina’s staan aanwijzingen voor de rubricator in de kantlijn. Het handschrift is niet verlucht. Het beschreven deel van het handschrift bestaat uit 266 folia (bladen). Zowel voor als achter in het manuscript zitten twee moderne schutbladen en een beschreven schutblad van perkament, waarschijnlijk uit een ouder manuscript. Voorin zitten twee aanvullende schutbladen van perkament en een papieren schutblad, achterin zit een aanvullend half schutblad van papier. Op het papieren schutblad voorin is liniëring te zien. De band is gemaakt van houten platten overdekt met leer waarin een ruitpatroon is gestempeld. De bladen zijn met leren bandjes aan elkaar en aan de band vastgebonden. De rug is gerestaureerd. Het boek kon worden gesloten met twee ijzeren boeksloten, die aan de buitenkant van de band zijn vastgemaakt met leren bandjes.

## Inhoud

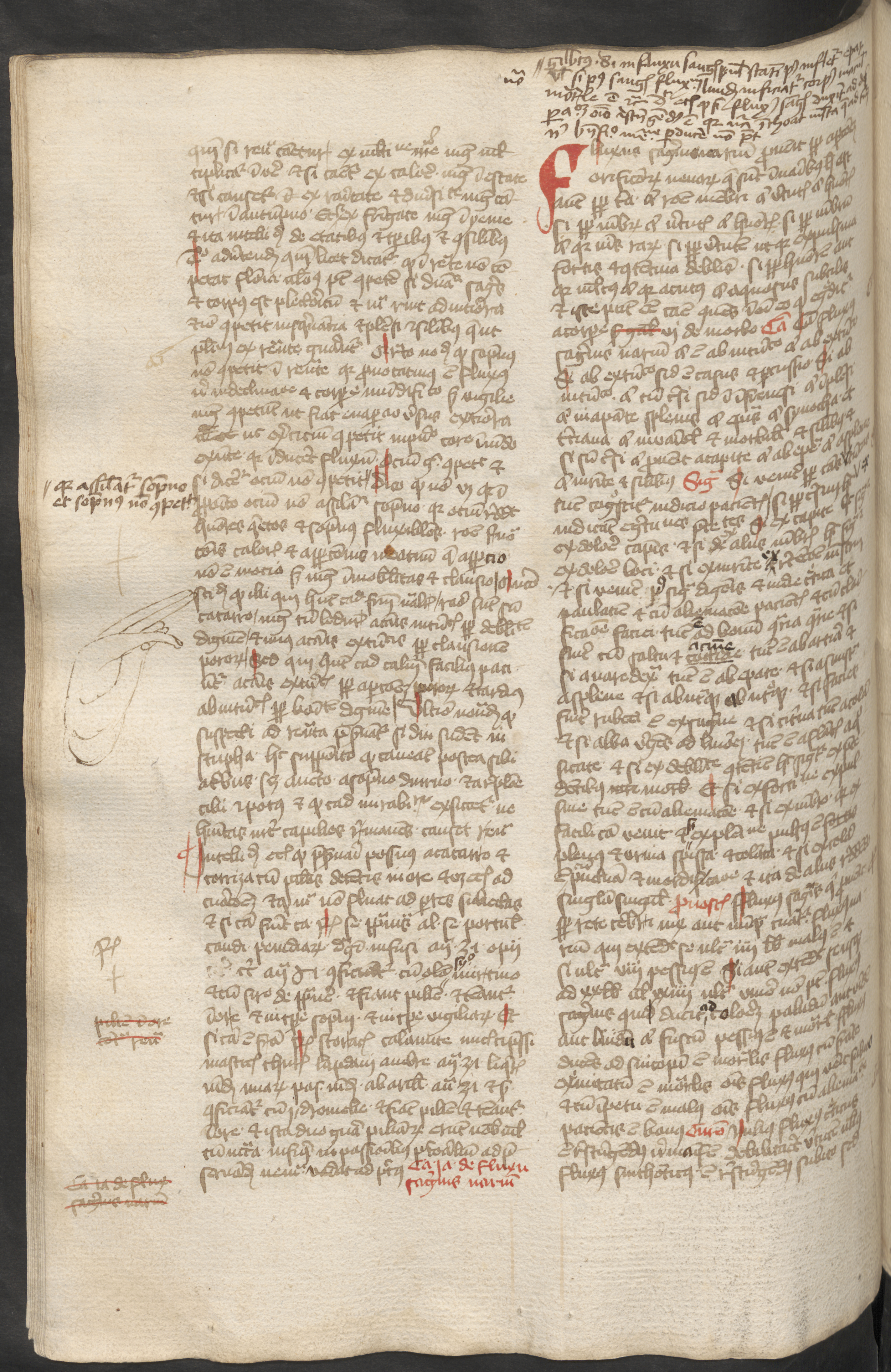
Op fol.76v is links in de kantlijn door een gebruiker een aanwijshandje getekend.

Het manuscript is een samenwerking of samenvoeging van de werken van twee kopiisten. Achterin heeft een derde schrijver later een tekst toegevoegd. Het boek bevat sporen van gebruik in de vorm van tekens die lezers gebruikten om belangrijke delen van de tekst aan te wijzen en korte aantekeningen bij de tekst. Waarschijnlijk werd het boek gebruikt als naslagwerk.

### Teksten
In het manuscript zijn vijf teksten opgenomen. De eerste vier teksten zijn in het Latijn geschreven, de vijfde tekst is Nederlands.
- De eerste tekst is het Lilium medicinae van Bernard de Gordon. Deze tekst beslaat de folia 1r t/m 155r en is gekopieerd door kopiist A. De tekst bestaat uit 7 hoofdstukken.
- De tweede tekst is het initium van het Prognosticationum van Bernard de Gordon. Deze tekst beslaat de folia 155v t/m 156v en is gekopieerd door kopiist A.
- De derde tekst is het Viaticus van Constantinus Africanus. Deze tekst beslaat de folia 157a t/m 222b en is gekopieerd door kopiist B. De tekst bestaat uit 3 hoofdstukken. Na deze tekst zijn 3 folia (6 bladzijden) blanco gelaten. Deze bladzijden zijn met potlood gelinieerd.
- De vierde tekst is de Thesaurus pauperum, geschreven door Petrus Hispanus, die later paus Johannes XXI werd. Deze tekst beslaat de folia 226a t/m 264b. De folia 265a en 265b bevatten de inhoudsopgave van deze tekst, die bij kapitel (hoofdstuk) 3 begint. Zowel de tekst zelf als de inhoudsopgave zijn door kopiist B gekopieerd.
- De vijfde tekst staat in de bibliotheekcatalogus van de Universiteit Utrecht als Concordia inter ducem austriae et civitatem traiectensem, wat ‘Overeenkomst tussen de hertog van Oostenrijk en de stad Utrecht’ betekent. Deze tekst beslaat folio 266b en is geschreven door schrijver C. Deze tekst is later aan het manuscript toegevoegd. De overeenkomst is waarschijnlijk opgezet in 1483, na het Beleg van Utrecht tijdens de Stichtse Oorlog.